# KomponistenQuartier Hamburg
Het KomponistenQuartier Hamburg is een verzameling musea aan de Peterstraße in het Noord-Duitse Hamburg-Neustadt. Het kwartier wordt vertegenwoordigd door de gelijknamige vereniging die in 2015 werd opgericht.
De musea die bij het KomponistenQuartier aangesloten zijn, hebben allen een componist als thema. Deze componisten zijn in Hamburg  geboren of hebben er gewerkt. De musea bevinden zich in gerestaureerde historische huizen. Met gebruikmaking van moderne media wordt het leven en het werk van de componisten inzichtelijk gemaakt en wordt erop ingegaan waarom de componisten ook nog in de huidige tijd van belang zijn.

## Verbonden musea
De volgende lijst toont de musea die bij het KomponistenQuartier aangesloten zijn, met daarbij de componisten waaraan ze gewijd zijn en het oprichtingsjaar:
- Brahms-Museum, Johannes Brahms, 1971
- Telemann-Museum, Georg Philipp Telemann, 2011
- Carl Philipp Emanuel Bach Museum, Carl Philipp Emanuel Bach, 2015
- Johann Adolf Hasse Museum, Johann Adolf Hasse, 2015
- Gustav Mahler-Museum, Gustav Mahler, 2018
- Fanny & Felix Mendelssohn Museum, Fanny en Felix Mendelssohn, 2018